# Buttersäure-n-butylester
Buttersäure-n-butylester (auch Butylbutyrat) ist eine chemische Verbindung aus der Gruppe der Carbonsäureester.

## Vorkommen

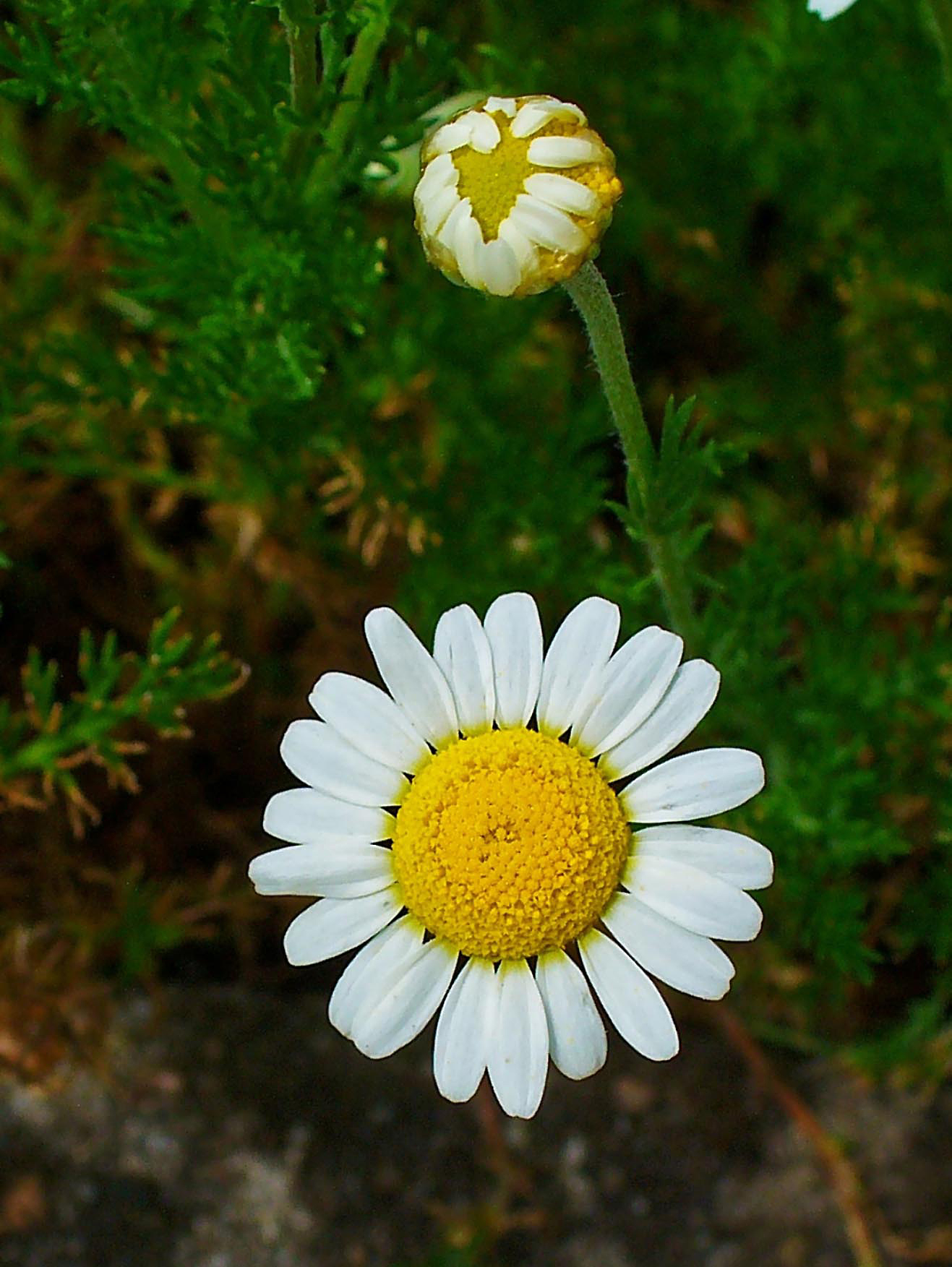
Römische Kamille (Chamaemelum nobile)

Buttersäure-n-butylester kommt natürlich in den Blüten der Römischen Kamille vor und ist eine flüchtige Komponente in vielen Früchten sowie Honig.

## Gewinnung und Darstellung
Buttersäure-n-butylester kann durch Reaktion von Buttersäure mit n-Butanol oder durch Umesterung von Ethylbutyrat in überkritischem Kohlenstoffdioxid gewonnen werden.

## Eigenschaften
Buttersäure-n-butylester ist eine flüchtige, entzündbare, farblose Flüssigkeit mit fruchtigem Geruch, die schwer löslich in Wasser ist. Die Verbindung löst Cellulosenitrate, Chlorkautschuk, Celluloseester, Celluloid und neben Naturharzen auch Metall-Resinate.

## Verwendung
Buttersäure-n-butylester wird als Aromastoff (Geruch nach Ananas) verwendet. In der EU ist es unter der FL-Nummer 09.042 als Aromastoff für Lebensmittel zugelassen. Die Substanz wird weiterhin als Hochsieder in Beschichtungsstoffen verwendet.

## Sicherheitshinweise
Die Dämpfe von Buttersäure-n-butylester können mit Luft ein explosionsfähiges Gemisch (Flammpunkt 50 °C, Zündtemperatur 454 °C) bilden.